# 1125년

## 연호
- 북송(北宋) 선화(宣和) 7년
- 요(遼) 보대(保大) 5년
- 금(金) 천회(天會) 3년
- 일본(日本) 덴지(天治) 2년
- 서하(西夏) 원덕(元德) 7년
- 리 왕조(李朝) 티엔푸주에부(天符睿武) 6년

## 기년
- 북송(北宋) 휘종(徽宗) 25년
- 요(遼) 천조제(天祚帝) 25년
- 금(金) 태종(太宗) 3년
- 고려(高麗) 인종(仁宗) 3년
- 서하(西夏) 숭종(崇宗) 40년
- 리 왕조(李朝) 인종(仁宗) 54년

## 사건
1125년, 요, 금의 공격으로 멸망.

## 사망
- 5월 19일 - 블라디미르 모노마흐
- 5월 23일 - 신성로마제국의 하인리히 5세